# اترتینات
اترتینیت (انگلیسی: Etretinate) (با نام تجاری Tegison) یک داروی توسعه یافته توسط هوفمان-لا روش که توسط FDA در سال ۱۹۸۶ برای درمان پسوریازیس شدید تصویب شده است. این رتینوئید نسل دوم است. این از بازار کانادا در سال ۱۹۹۶ و پس از آن بازار ایالات متحده در سال ۱۹۹۸ با توجه به در معرض خطر دادن نقص تولد برداشته شد. آن در بازار ژاپن به عنوان Tigason باقی مانده است.